# 1997年3月9日の日食
1997年3月9日の日食は、1997年3月9日に観測された日食（観測地域により皆既日食あるいは部分日食）である。食分は1.042。

## 概要
この日食の見られた地域は主に東アジアとアラスカである。モンゴルからシベリア東部（アルタイ、ブリヤート、チタ州とサハ共和国）を横切る細長い帯状の地域で皆既日食が見られた。皆既日食の最大継続時間は2分50秒。
この皆既日食が見られたのは寒冷で人口がまばらな地域で、もっとも大きな都市は人口38万人（当時）のロシアのチタであった。ロシアのイルクーツクやモンゴルのウランバートルなどはわずかに皆既帯から外れていた。
しかし、冬期の大陸の真ん中で起こるため晴天率が高く予想されること、日曜日の日食のため休暇取得日数が最小限で済むこと、偶然にも当時出現していたヘール・ボップ彗星が皆既中に肉眼でみえる可能性があることなどから、日本からは日食ツアーがいくつも組まれていた。
また、皆既帯にある地域の気温が氷点下20～30℃と低温が予測され、撮影機材等の耐寒が要求されたため、当時既に撮影機材の電子化が高度に進んでいたにもかかわらず、電池が不要な機械式カメラの使用者が多くなった特異な日食でもあった。

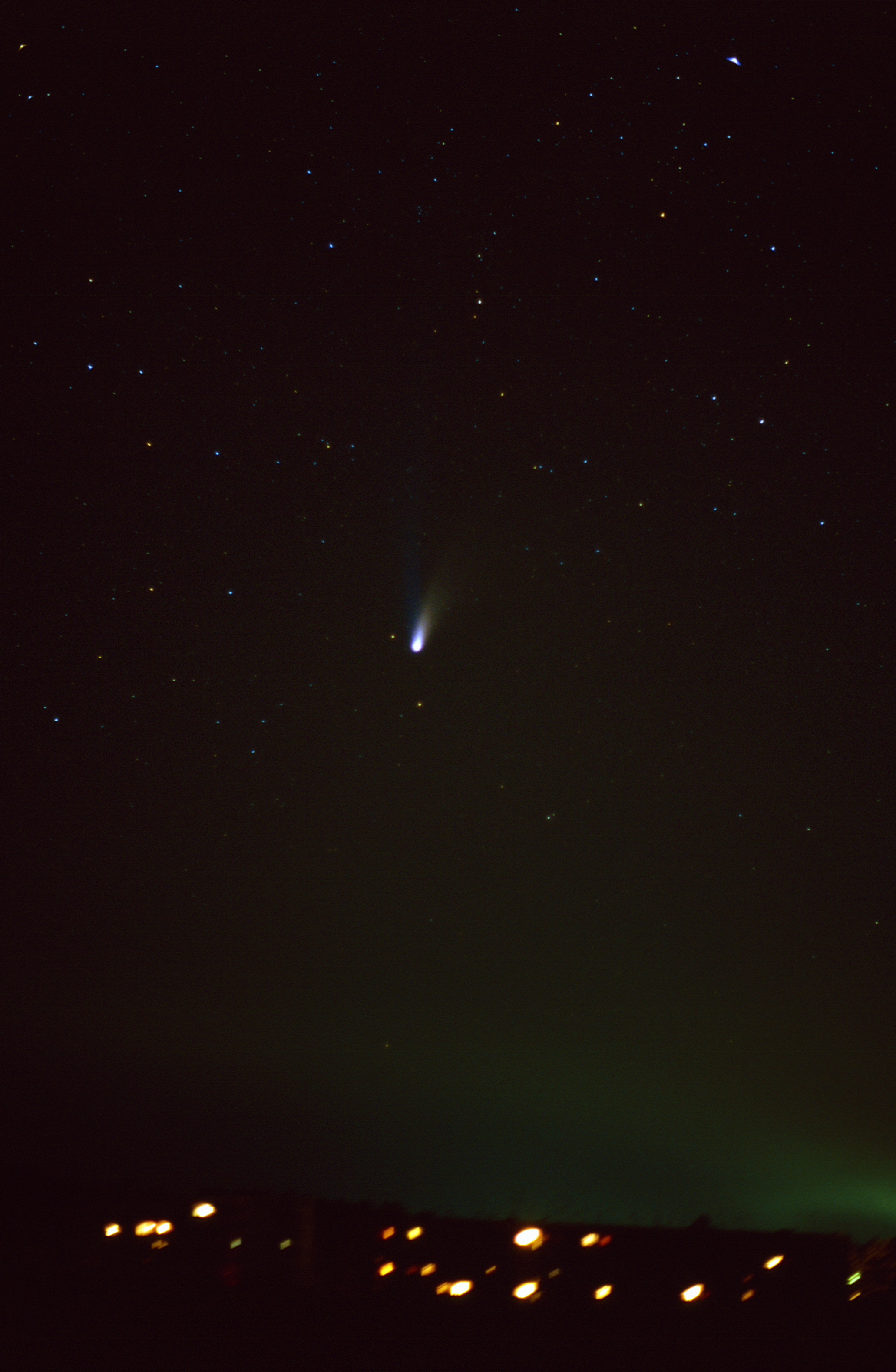
日食数時間前に日食観測地で撮影されたヘール・ボップ彗星。
この写真の場合、電池不要の機械式シャッターのカメラを用い、赤道儀の電源はリモートコードで温かいところから延長した

## 観測

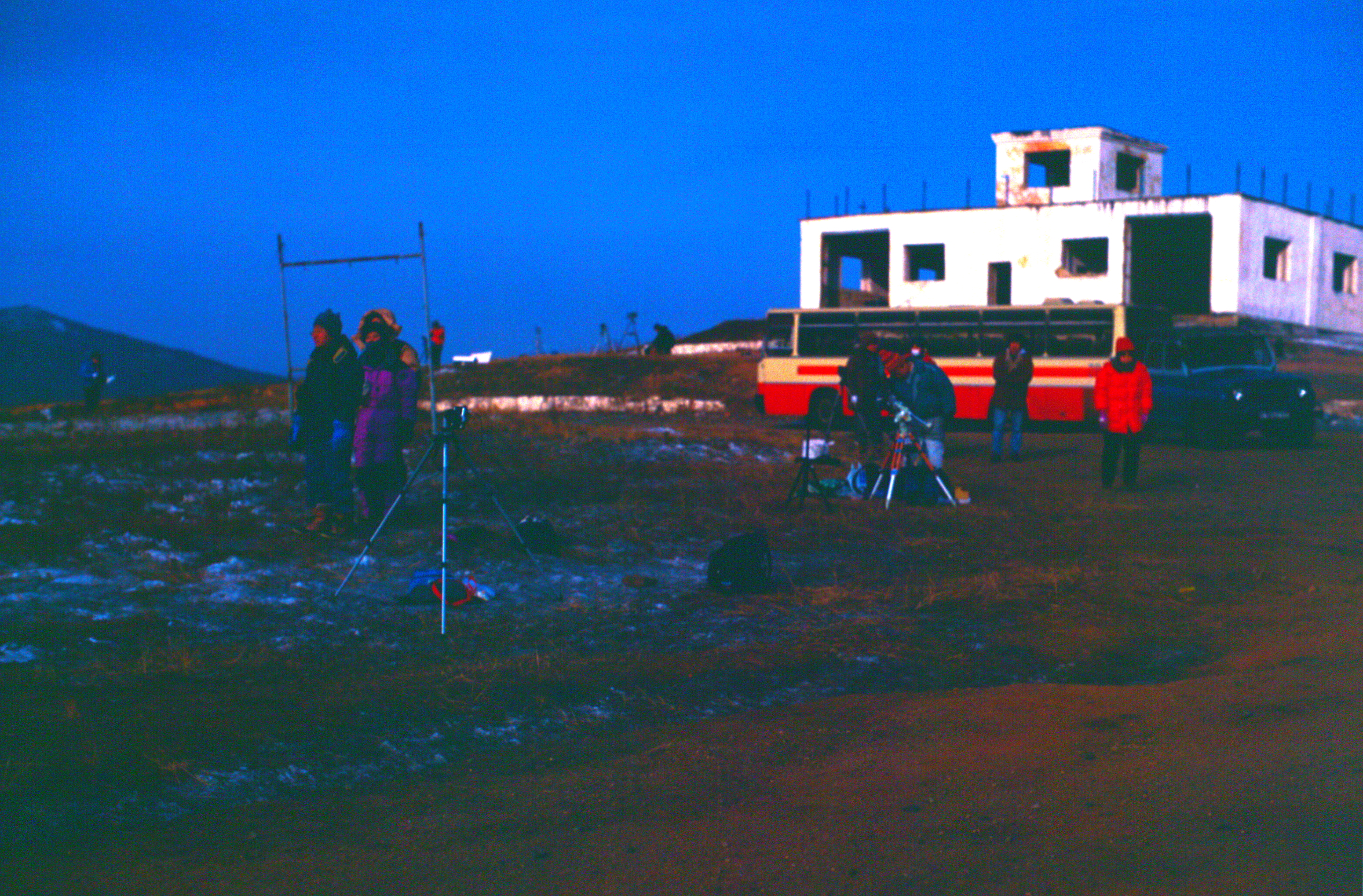
チタでの日食観測風景

シベリア南東部、ロシアのチタ市では、中心部から7km程離れた郊外の丘陵地で日本からのツアーに参加した観測者約50人が氷点下20℃前後の寒気の中、日の出前（赤道儀のセッティングのため）からカメラ等を並べた。
日の出時点で空は曇りがちだったが、日食が始まる直前の8時半（現地時間＝日本時間）ごろようやく晴れ間が見えた。日食が始まると、近所の住民や子供たちもフィルムの切れ端を目に当て、空を見上げた。
皆既が近付くにつれ、急激に冷え込みが増し、温度計の目盛りは氷点下22℃に。
10時前、ほの暗い空にコロナをなびかせた黒い太陽が現れた。太陽から少し離れて水星と金星も観望できた。期待されたヘールボップ彗星は存在を探したものの、雲に隠れて見えなかった。
皆既日食の最後を飾るダイヤモンドリングの瞬間、花火が上がり、拍手が起きた。
モンゴル方面でも多くの観望者が訪れたが、雲が広がり、皆既日食を観望できなかった。
中国で皆既帯が通過したのは北西部と北東部の二つの地域だった。どちらでも主要都市からかなり遠い国境沿いだった。北西部のは新疆ウイグル自治区のアルタイ地区北部で、北東部のは内モンゴル自治区フルンボイル盟（現在のフルンボイル市）北部と黒竜江省の大興安嶺地区北部の隣接地域だった。他の国土の大部分で皆既日食ではなく、部分日食だけが見えた。そのため、中国での皆既日食の観測はその二つの国境地帯に集中された。
アルタイ地区で日が出たすぐ後に皆既食が始まったため、観測された空の光度の変化が歴史書「竹書紀年」に記載された「懿王元年，天再旦於鄭」の「天再旦」に一致したと夏商周年表プロジェクトが判断した。それで記載された日の出の頃の皆既日食を紀元前899年4月21日の朝だと計算して、牧野の戦い及び周の時代の始まりを推定した。しかし、その判断に疑問を持つ学者もいる。
中国の最北端に位置する県、黒竜江省の漠河県（現在の漠河市）は皆既日食の時太陽の仰俯角もより高く、皆既日食の持続期間もより長く、中国国内で最も視線が集まった場所になった。そのうちロシアと国境を接する、県の北端に位置する漠河郷（現在の北極鎮）は持続期間が最も長かった。多くの観望者が皆既日食とヘール・ボップ彗星を観測するため訪れた。その他、漠河で中国初の皆既日食アマチュア無線通信実験と皆既日食のテレビ生中継（中国中央テレビにより）が行われた。

## 日本での日食
日本では、各地で部分日食が見られた。
緯度が高い地域ほど欠けが大きくなる傾向にあり、各地の最大食分は次の通り。
稚内：0.791、札幌：0.755、仙台：0.673、新潟：0.683、富山：0.675、東京：0.633、名古屋：0.648、京都：0.655、広島：0.669、福岡：0.668、名瀬：0.565、那覇：0.529。